# Toshokan Sensō
Toshokan Sensō (図書館戦争 tạm dịch: Thư viện đại chiến) là light novel Nhật Bản của Arikawa Hiro do Adabana Sukumo minh hoạ. Có tổng cộng 4 quyển tiểu thuyết trong seri này cuốn đầu tiên mang tên Toshokan Sensō; tiếp theo là Toshokan Nairan, Toshokan Kiki và Toshokan Kakumei. Tiểu thuyết này được xuất bản bởi MediaWorks từ tháng 2 năm 2006 cho đến tháng 11 năm 2007. Hai tập truyện chuyển thể từ series là Bessatsu Toshokan Sensō (別冊 図書館戦争 lit. Supplement: Library War) cũng được ASCII Media Works xuất bản. Cuối tháng 4 năm 2008, bốn tiểu thuyết gốc và một cuốn chuyển thể bán được 1.25 triệu bản ở Nhật Bản.